# توني كوفمان
توني كوفمان (بالإنجليزية: Tony Kaufmann)‏ هو لاعب كرة قاعدة أمريكي، ولد في 16 ديسمبر 1900 في شيكاغو في الولايات المتحدة، وتوفي في 4 يونيو 1982 في إلجين في الولايات المتحدة.

## وصلات خارجية
- توني كوفمان على موقعبيزبول رفرنس.كوم (الدوري الرئيسي) (الإنجليزية)
- توني كوفمان على موقع مشجعي الرسوم البيانية (الإنجليزية)